# Эскортные авианосцы типа «Лонг Айленд»
Эскортные авианосцы типа «Лонг Айленд» (англ. Long Island class escort carrier) — два эскортных авианосца (CVE-1 «Лонг Айленд» и AVG-1/BAVG-1 «Арчер»), переоборудованные из грузовых судов типа С-3 по сходным проектам, однако имевшие существенно различные тактико-технические характеристики. AVG-1/BAVG-1 «Арчер» был поставлен в Великобританию по ленд-лизу и входил в состав ВМС Великобритании как D78 «Арчер».

## История
Идея переоборудования лёгких крейсеров и коммерческих судов в малые авианосцы возникла ещё в 1920-е годы. По мнению сторонников этой идеи, малые авианосцы обеспечили бы флоту большую гибкость и меньшие затраты на базирование того же числа самолётов. Однако только с началом Второй мировой войны возникла насущная необходимость в строительстве лёгких авианосцев.
Великобритания вступила в войну в сентябре 1939 года, на два года раньше США. Не имея союзников в оккупированной Германией Европе, она зависела от поставок вооружения, оборудования и материалов из Соединённых Штатов. В этих условиях малые авианосцы могли выполнять две важные функции: служить транспортами для поставки в Великобританию боевых самолётов и обеспечивать защиту конвоев в насыщенной немецкими подводными лодками северной Атлантике.

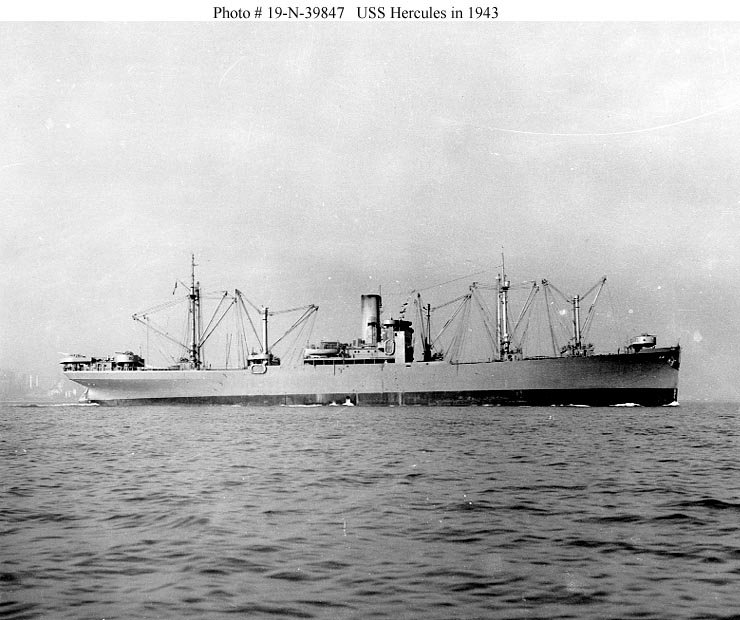
Для переоборудования использовались транспортные суда типа C-3

21 октября 1940 года начальник штаба ВМФ США адмирал Старк получил служебную записку от советника президента по морским делам, где излагалось предложение Рузвельта о приобретении нескольких гражданских судов с целью переоборудования их в малые авианосцы. На совещании 2 января 1941 года было решено переоборудовать два гражданских транспортных судна, одно из которых оставить в США, а другое передать Великобритании. Детали переоборудования были обсуждены на совещании в офисе начальника штаба ВМФ 6 января 1941 года. Было решено базировать на малых авианосцах обычные самолёты вместо ранее предложенных автожиров (вертолётов); отказаться от укороченной полётной палубы, поскольку она существенно ограничивает боевые возможности малых авианосцев; для решения проблемы дымовых труб использовать для переоборудования суда с дизельными двигателями. 7 января 1941 года адмирал Старк получил информацию, что два транспортных судна типа 
С-3 (англ. Type C3 class ship), «Мормакмейл» (англ. Mormacmail) и «Мормакленд» (англ. Mormacland) готовы для переоборудования. Из-за жёстких сроков завершения реконструкции, установленных Рузвельтом (не более 3 месяцев), было решено предельно упростить переоборудование.
«Мормакмейл» был приобретён 6 марта 1941 года. 2 июня 1941 года он вступил в строй как вспомогательное эскортное судно AVG-1 «Лонг Айленд».
Классификационный код, присвоенный «Лонг Айленду», отражает первоначальный взгляд на малые авианосцы как на вспомогательные корабли. Символ «А» в американском флоте обозначает «вспомогательный» (англ. auxilary), а код AV традиционно присваивался гидроавианосцам. В ходе военных действий роль эскортных авианосцев постоянно увеличивалась, что находило отражение в классификации. В августе 1942 года эти корабли были реклассифицированы как вспомогательные авианосцы (ACV), а в июле 1943 года, когда они уже активно использовались для авиаподдержки флотских и десантных операций, им был присвоен классификационный код CVE, ставивший их в один ряд с эскадренными (CVA) и лёгкими (CVL) авианосцами.
Ранние планы переоборудования предусматривали укороченную палубу длиной 93 м, однако Бюро аэронавтики потребовало увеличить её по крайней мере до 107 м, необходимые для безопасной посадки гидросамолёта «Сигалл». В окончательном варианте длина палубы составила 110 м. Авиагруппа состояла из 16 самолётов, авианосец имел один элеватор, максимальная скорость на испытаниях составила 17,6 узла, жилые помещения были рассчитаны на 970 человек, в том числе 190 офицеров
Переоборудование «Мормакленда» было закончено в ноябре 1941 года. Он получил название BAVG-1 «Арчер» и был передан ВМС Великобритании.
До декабря 1941 года, когда США вступили в войну, «Лонг Айленд» использовался преимущественно как учебное судно для тренировки пилотов. На нём был получен ценный опыт, использованный при постройке последующих серий эскорных авианосцев. По опыту использования «Лонг Айленд» все последующие эскортные авианосцы США были оснащены двумя элеваторами, удлинённой полётной палубой, усиленной зенитной артиллерией.
26 декабря 1941 года министр ВМФ США одобрил переоборудование в течение 1942 года ещё 24 транспортных судов типа C-3.

## Состав серии
| Название                      | Заложен    | Спущен     | В строю    | Списан     | Примечание                  |
| ----------------------------- | ---------- | ---------- | ---------- | ---------- | --------------------------- |
| CVE-1 «Лонг Айленд»           | 07.07.1939 | 11.01.1940 | 02.06.1941 | 26.03.1946 | Перестроен в торговое судно |
| BAVG-1 «Арчер» (англ. Archer) |            | 14.12.1939 | 17.11.1941 | 1945       | Перестроен в торговое судно |